# Eugenio Montero Ríos
Eugenio Montero Ríos (Santiago de Compostela, 13 de noviembre de 1832-Madrid, 12 de mayo de 1914) fue un político y jurista español, ministro de Gracia y Justicia con Amadeo I y ministro de Fomento, presidente del Tribunal Supremo, presidente del Consejo de Ministros de España y presidente del Senado con la Restauración.

## Biografía

### Origen
Inició sus estudios en el seminario de Santiago, abandonándolos por falta de vocación. Estudió Derecho en la Universidad de Santiago de Compostela y fue catedrático de Derecho Canónico (disciplina eclesiástica) en la Universidad de Oviedo (1859), trasladándose a la Universidad de Santiago de Compostela en 1860 y en 1864 a la Universidad Central de Madrid. Fundó el periódico de ideas avanzadas, La Opinión Pública, portavoz de Antonio Romero Ortiz, uno de los participantes en el levantamiento del comandante Solís de 1846 en Lugo.

### Familia
Contrajo matrimonio en 1862 con Avelina Villegas Rubiños. De este matrimonio nacieron ocho hijos. Las hijas, menos la primera, que murió joven, se casaron todas con diputados en Cortes. La menor, María Victoria, con Manuel García Prieto, que empezó de pasante de su bufete, luego se convirtió en su yerno y diputado por Santiago durante veinte años, y a la muerte de su suegro, en su albacea político al frente de las huestes monteristas hasta alcanzar la jefatura del Partido Liberal y la presidencia del Gobierno. De los hijos varones, los dos mayores fallecieron prematuramente y los otros dos también fueron diputados en Cortes: Eugenio, por Muros y Santiago, y Avelino, por Mondoñedo y Lugo, además de desempeñar cargos políticos y administrativos importantes. Avelino, que había nacido en Madrid el 11 de agosto de 1875, se casó con la cubana Dolores Fernández Monteverde.

### Sexenio democrático

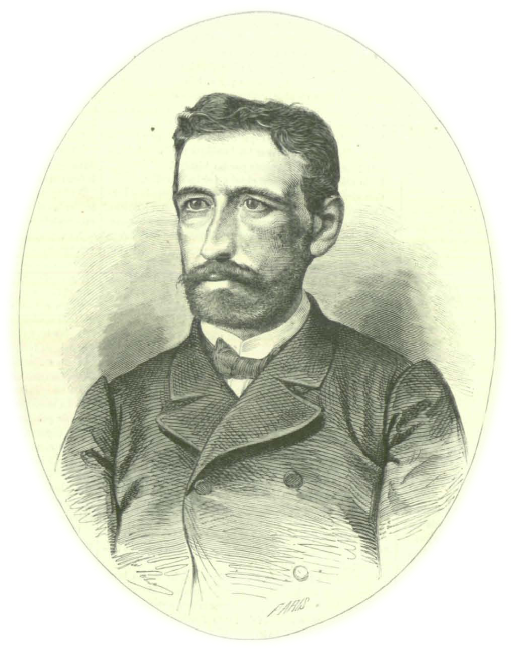
Montero Ríos en 1870 como ministro de Gracia y Justicia, grabado de La Ilustración Española y Americana.

Comenzó su participación en la política dentro del Partido Progresista de Juan Prim. Tras la Revolución de 1868, fue diputado en las Cortes constituyentes de 1869 por los progresistas por la provincia de Pontevedra, y participó en el gobierno de Prim en 1870 como ministro de Gracia y Justicia. Partidario de la separación entre Iglesia y Estado, introdujo como importantes novedades la ley de registro civil y del matrimonio civil (Ley Provisional de Matrimonio Civil). 
Fue uno de los máximos valedores de Amadeo I, con el que ocupó en otras dos ocasiones la misma cartera, promoviendo medidas legislativas tendentes a separar la Iglesia y el Estado. Acompañó al rey a Lisboa en 1873, tras su renuncia.
En 1873 participó en la fundación del Partido Republicano Democrático de Cristino Martos y en 1877 en la creación de la Institución Libre de Enseñanza, de la cual fue nombrado rector en 1877.

### Restauración borbónica
Al principio de la Restauración borbónica osciló entre el republicanismo (en 1880 aún firma un manifiesto republicano) y el liberalismo. Pero incapaz de desarrollar un partido liberal que pudiese competir con Práxedes Mateo Sagasta, al final se unió a su causa.
Fue ministro de Fomento entre el 27 de noviembre de 1885 y el 10 de octubre de 1886, ministro de Gracia y Justicia entre 11 de diciembre de 1892 y el 6 de julio de 1893, presidente del Tribunal Supremo (1888) y de ministro de Gracia y Justicia (1892). Fue presidente de la delegación española que negoció el Tratado de París, tras la guerra con los Estados Unidos (1898) y que supuso la pérdida de las últimas colonias.
Tras la muerte de Sagasta en 1903, le sucedió de forma provisional, y encabezó, junto a José Canalejas y Vega de Armijo, la fracción más izquierdista, opuesta al centrismo, más moderado, de Segismundo Moret.

### Presidente del Consejo de Ministros
Fue presidente del Consejo de Ministros entre el 23 de junio de 1905 y el 1 de diciembre de 1905. Su oposición al monarca Alfonso XIII por no querer castigar a los militares en el incidente del semanario satírico ¡Cu-cut! motivó su dimisión el 1 de diciembre de 1905 (Montero Ríos fue sustituido por Moret, el cual se aprestó a promulgar la Ley de Jurisdicciones). 
Murió en Madrid el 12 de mayo de 1914. Fue enterrado en la cripta de su pazo de Lourizán en Pontevedra y sus restos mortales fueron posteriormente trasladados en 1945 a la iglesia de Nuestra Señora de los Placeres, también en Lourizán. En su testamento renunciaba a las condecoraciones obtenidas de la Corona.

## Ideología

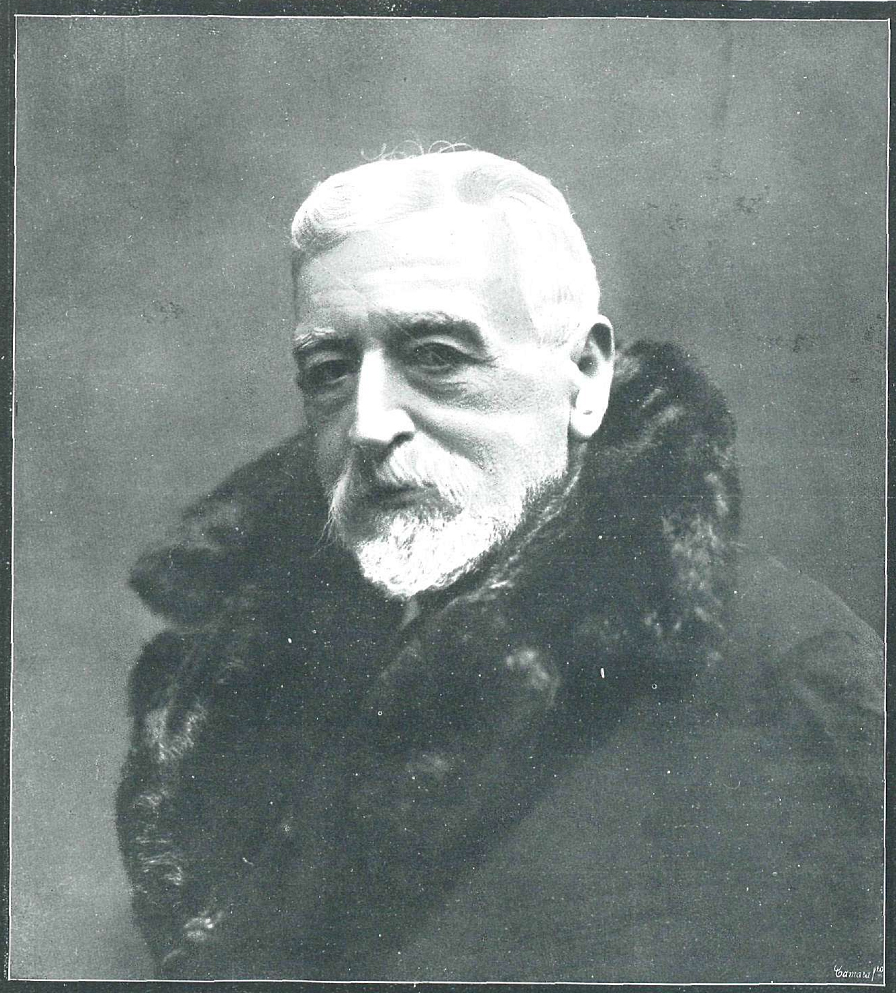
Montero Ríos, fotografiado por Kaulak.

Montero Ríos representa de alguna manera el entramado liberal del caciquismo político dominante en la Galicia de la Restauración. Fue cabeza de una amplia familia sanguínea y política formada por sus yernos (Benito Calderón Ozores, Manuel García Prieto) e hijos (Eugenio y Andrés Avelino Montero Villegas) con ramificaciones en las cuatro provincias. Los intereses organizados en torno a este político cubrían a comienzos del siglo XX la mayor parte de Galicia. A su residencia del pazo de Lourizán, en Pontevedra, acudían políticos, periodistas y hombres destacados de la época en peregrinación como si de una meca política se tratara.

## Obra
En Santiago de Compostela publicó la Memoria sobre el origen y relaciones de la Economía Política (1855) con influencias de La Sagra. De vuelta de Oviedo a su ciudad natal escandaliza a los sectores moderados locales con Ultramontanismo y cismontanismo en la historia y en la ciencia. Practicó desde la prensa a la alta cultura académica, pasando por el folclore de cuajo más popular.
Su dilatada obra jurídica y parlamentaria fueron de una riqueza extraordinaria. Vocal de la Sección primera de la Comisión general de codificación, fue académico de la Real Academia de la Historia y de la de Ciencias Morales y Políticas. A su iniciativa se debe la Ley Orgánica del Poder Judicial. Colaboró en la Revista General de Legislación y Jurisprudencia, con contribuciones sobre administración de justicia y tribunales de partido.
El primer biógrafo importante fue su yerno Manuel García Prieto en un discurso pronunciado en la Real Academia de Jurisprudencia y Legislación en 1930. Juan del Arco también glosó su vida y obra en el tomo X de Los presidentes del Consejo de la Monarquía Española (1874-1931), publicado en 1947. La muy completa entrada de la Gran Enciclopedia Gallega (1974) la realizó José Antonio Durán, que también se ocupó del estadista y jurisconsulto en su libro Crónicas-4.